# 고봉동
고봉동(高烽洞)은 경기도 고양시 일산동구에 있는 행정동이다. 5개의 법정동을 관할하고 있다. 동사무소 부근의 마을이 문봉동에 속하며, 이곳에서 동쪽 관산동 방향에 있는 마을이 사리현동, 내유동 방향에 있는 마을이 지영동, 그리고 파주시 조리읍 봉일천리 방향에 있는 마을이 설문동, 고봉산 방향에 있는 성석동 마을이다.
모두 전통적인 농촌마을로 남아 있었으나 사리현동 일대에는 고층아파트가 들어서고 있으며, 나머지 마을에도 전원주택, 창고형 건물이 들어서고 있어 마을에 변화가 예상되고 있다. 다만 몇몇 지역은 군사보호구역이다.

## 지명
고봉동에 대한 유래설은 크게 두가지로 나뉘어 진다. 먼저 이 일산과 벽제 지역의 최고봉, 명산인 고봉산에서 시작되었다는 설과 함께 이 고봉산에서 한씨미녀가 고구려의 안장왕을 맞기 위하여 봉화를 올려 고봉동이 되었다는 것이다.

## 개요
문봉동은 고봉동의 여러 마을들 중에서 지리적, 교통면에서 중심을 이루고 있다. 마을은 대부분 농촌마을이지만 최근에 벽제와 일산을 연결하는 성현로가 확장되면서 건물들이 들어서고 마을의 모습이 바뀌고 있다. 마을 앞으로는 견달산이 뒤로는 독산(일명 문봉) 봉수대가 자리해 있다. 사리현동은 벽제초등학교가 있는 인근 마을이다. 마을의 동으로는 곡릉천이 흐르고 있는 마을로 개발이 이루어지지 않은 농촌 마을에서 최근에 대골 앞으로 고층의 아파트와 전원주택이 들어서고 있다. 마을 앞의 비닐하우스에서는 열무, 오이를 비롯한 채소가 재배되고 있다. 사리현동 북쪽에 있는 지영동은 곡릉천을 사이에 두고 파주시와 경계를 이루고 있는 마을이다. 이 곳도 농촌마을에서 지영로 부근에 집들이 늘고 있으며 창고형 건물도 늘어나고 있는 상황이다. 문봉동과의 사이에 국제공원 묘지가 들어서 있다. 설문동은 이곳 지영동에서 교하 방향 즉 서북쪽에 위치한 마을이다, 이곳은 일산에서 봉일천으로 이어진 고봉로를 이용하면 더욱 쉽게 접근이 가능하다. 파주시와는 작은 개울, 산으로 경계를 이루고 있는 고양시 북서쪽의 마지막 마을이다. 이곳은 낮은 산이 있고 밭이 있는 농촌 마을에서 전원주택과 식당, 상가가 조금씩 들어서고 있다. 성석동은 고봉산과 황룡산 기슭에 있는 마을이다. 산이 많고 군부대 등으로 아파트와 대형상가는 전무하나, 조금씩 전원주택과 창고 등이 들어서고 있다. 진밭 마을 일대에는 기름진 들판이 남아 있고 곳곳에 유명한 가문의 선산도 자리해 있다.  마을 뒤에 있는 고봉산은 이 일대의 최고봉으로 명산으로 손꼽히는 곳이다.

## 법정동
- 사리현동(沙里峴洞)
- 지영동(芝英洞)
- 문봉동(文峰洞)
- 설문동(雪門洞)
- 성석동(城石洞)

## 교육
- 벽제초등학교
- 성석초등학교
- 고양실업고등학교

## 문화
- 문봉서원
- 용강서원

## 아파트
| 단지명                     | 건설사     | 시행사     | 주소                            | 입주        | 비고                                |
| -------------------------- | ---------- | ---------- | ------------------------------- | ----------- | ----------------------------------- |
| 사리현 동문 디이스트 1단지 | ㈜동문건설 | ㈜동문건설 | 일산동구 공릉천로 68 (사리현동) | 2004년 11월 | '사리현 동문 1단지'에서 단지명 변경 |
| 사리현 동문 디이스트 2단지 | ㈜동문건설 | ㈜동문건설 | 일산동구 공릉천로 64 (사리현동) | 2004년 11월 | '사리현 동문 2단지'에서 단지명 변경 |
| 사리현 동문 3단지          | ㈜동문건설 | 건동주택㈜ | 일산동구 공릉천로 66 (사리현동) | 2004년 11월 |                                     |

## 기타
- 파주 염씨 집성촌